# Jin Jin
Đây là một tên người Triều Tiên, họ là Park.
Park Jin-woo (Tiếng Hàn: 박진우; Hanja: 朴真祐; Hán Việt: Phác Chân Hựu, sinh ngày 15 tháng 3 năm 1996), thường được biết đến với nghệ danh Jin Jin (Hangul: 진진, Kana: ジンジン), là một rapper, nhạc sĩ, vũ công và nhà sản xuất âm nhạc người Hàn Quốc,  trưởng nhóm của nhóm nhạc nam Hàn Quốc Astro do công ty Fantagio Music thành lập và quản lý.

## Tiểu sử
Jin Jin sinh ngày 15 tháng 3 năm 1996 ở Ilsan, tỉnh Gyeonggi. Anh tốt nghiệp tại Trường trung học nghệ thuật Hanlim Multi Art School chuyên ngành Khiêu vũ thực hành. Anh từng theo học tại Học viện NY Dance tại Ilsan và từng tham gia nhiều cuộc thi nhảy khác nhau.
Jin Jin từng học chơi trống từ lớp 6 và nhảy đường phố (street dance).

## Sự nghiệp

### 2015: Trước khi ra mắt.
Jin Jin là thực tập sinh tại Fantagio trong vòng 2 năm trước khi ra mắt. Anh là thực tập sinh thứ 5 được giới thiệu với Photo Test Cut trong Fantagio iTeen. Năm 2015, anh cùng với các thành viên iTeen tham gia vào web drama “To Be Continued” được sản xuất bởi công ty chủ quản Fantagio.

### 2016–nay: Ra mắt với Astro, hoạt động solo
Ngày 23 tháng 2 năm 2016, Jin Jin ra mắt cùng nhóm nhạc Astro với vai trò nhóm trưởng và rapper. Anh đã tham gia viết lời rap cho các bài hát trong album của Astro từ album debut cho đến nay.
Năm 2016, anh góp giọng trong phần rap của bài hát "Can’t help myself" (Eric Nam) 
Năm 2018, anh ra mắt digital single đầu tiên mang tên “Like a King” trong dự án âm nhạc FM201.8 
Tháng 1 năm 2020, Jin Jin đứng thứ 57 trong top 100 nghệ sĩ có nhiều ca khúc tự sáng tác được đăng ký bản quyền nhất tại KOMCA (hiệp hội tác quyền Hàn Quốc). Jin Jin tham gia viết rap cho hầu hết toàn bộ các ca khúc của Astro từ khi ra mắt đến nay. Anh cũng từng tham gia sáng tác cho "Bloom" cùng MJ (trong album All Light), và sáng tác và sản xuất "Lights On" (trong mini album Gateway), cũng như cùng với Rocky và Cha Eun-woo đồng sáng tác bài hát "No, I don't" cho nhóm...
Tháng 6 năm 2020, Jin Jin đứng thứ 3 trong top 10 nam rapper xuất sắc nhất do cộng đồng mạng bình chọn.
Ngày 17 tháng 1 năm 2022, JinJin cùng Rocky ra mắt trong nhóm nhỏ của ASTRO với album Restore và bài hát chinh Just breath. JinJin và Rocky đã đảm nhiệm hầu hết các vai trò từ sáng tác đến sản xuất album này.

## Hoạt động

### Cá nhân

#### Sân khấu cá nhân - collab
| Năm  | Bài hát                      | Album                                       | Ghi chú    | Tham khảo |
| 2016 | Can't help myself (Eric Nam) | [Show Champion]                             | 2016.07.20 |           |
| 2016 | Can't help myself (Eric Nam) | [USF Ulsan Summer Festival]                 | 2016.07.25 |           |
| 2016 | Can't help myself(Eric Nam)  | [M!Countdown KCON 2016]                     | 2016.07.31 |           |
| 2017 | Ding Ding (with Rocky)       | Lee Hongki's Kiss The Radio                 | 2017.06.18 |           |
| 2018 | Mad Max                      | Astro the 2nd AstroAD to Seoul [STAR LIGHT] |            |           |
| 2019 | MAD MAX                      | [Weekly Idol]                               | 2019.11.20 |           |
| 2019 | MAD MAX                      | [Idol Radio]                                | 2019.11.27 |           |
| 2020 | Jasmine(DPR LIVE)            | [Idol Radio]                                | 2020.03.09 |           |

### Phim
| Năm  | Tựa phim        | Vai              | Kênh         | Tham khảo |
| 2015 | To Be Continued | Jin Jin          | MBC Every 1  |           |
| 2019 | Soul Plate      | Thiên thần Ariel | Naver TVCast |           |

### Chương trình truyền hình
| Năm  | Chương trình                     | Kênh                  | Chú thích                             |
| 2012 | Documentary Prime                | EBS                   | 2012.12.04                            |
| 2017 | Idol men                         | MBC                   | Cùng Astro                            |
| 2017 | Show Me The Money (mùa 5)        | Mnet                  | 2016                                  |
| 2017 | After school club                |                       | Tập 202, 219, 240, 291 cùng với Astro |
| 2017 | Weekly idol                      |                       | Tập 256, 279, 307, 434 cùng với Astro |
| 2017 | Astro - The Show FanPD           |                       | Show do fan tổ chức                   |
| 2018 | Cheering Team-Basketball Edition | KBS my K              | 2018.08.30                            |
| 2018 | Yu Huiyeol's Sketchbook          |                       | Tập 427 cùng với Astro                |
| 2018 | Wok the world - in Hong Kong     | tvN Asia              | 2018.11.26 ~ 2019.01.07               |
| 2019 | Game Dolympic 2019: Golden Card  | OGN                   | 2019.07.17                            |
| 2019 | sugar man 2                      |                       | Tập 86 cùng với Astro, Red Velvet     |
| 2020 | Eric Nam's Kpop Daebak show      | DIVE Studios Podcasts | 2020.10.20                            |
| 2020 | Hidden track 2                   | Seezn                 | Tháng 5/2020 cùng với Astro           |
| 2021 | ASTRO’s 1001 Nights              | Seezn                 |                                       |
| 2021 | Astro zone                       |                       | Cùng Astro                            |